# レオ・フューア・イェルデ
レオ・フューア・イェルデ（Leo Fuhr Hjelde, 2003年8月26日 - ）は、イングランド・ノッティンガムシャー州ノッティンガム出身のノルウェー人サッカー選手。ポジションはDF。

## クラブ経歴
ローゼンボリBKなどのユースチームを経て、2019年7月にセルティックFCと契約。翌2020年にトップチームに昇格するも出場機会なく、2021年1月22日にロス・カウンティFCへの半年間のローン移籍が発表。同月24日のレンジャーズFC戦でプロデビューを果たし、3月7日のキルマーノックFC戦でプロ初ゴールを記録。プロ1年目の2020-21シーズンは11試合1ゴールを記録した。
2021年8月27日、リーズ・ユナイテッドFCと4年契約を締結。2022年1月16日のウェストハム・ユナイテッド戦で、前半22分に負傷したジュニオル・フィルポとの交代で起用され、プレミアリーグデビュー。試合はジャック・ハリソンのハットトリックで3-2で勝利した。2023年1月12日、ロザラム・ユナイテッドFCにシーズン終了までローン移籍。
2024年1月30日、サンダーランドAFCに4年半契約で移籍した。

## 代表経歴
プロデビュー前の2019年から、各ユース世代のノルウェー代表に随時招集されている。

## 人物
- 父は元サッカー選手のヨン・オラフ・イェルデ (Jon Olav Hjelde)で、現役時代は主にノッティンガム・フォレストFCでプレー。レオは父が同チームでプレーしていた2003年にノッティンガムで生まれた。